# Victoria pírrica

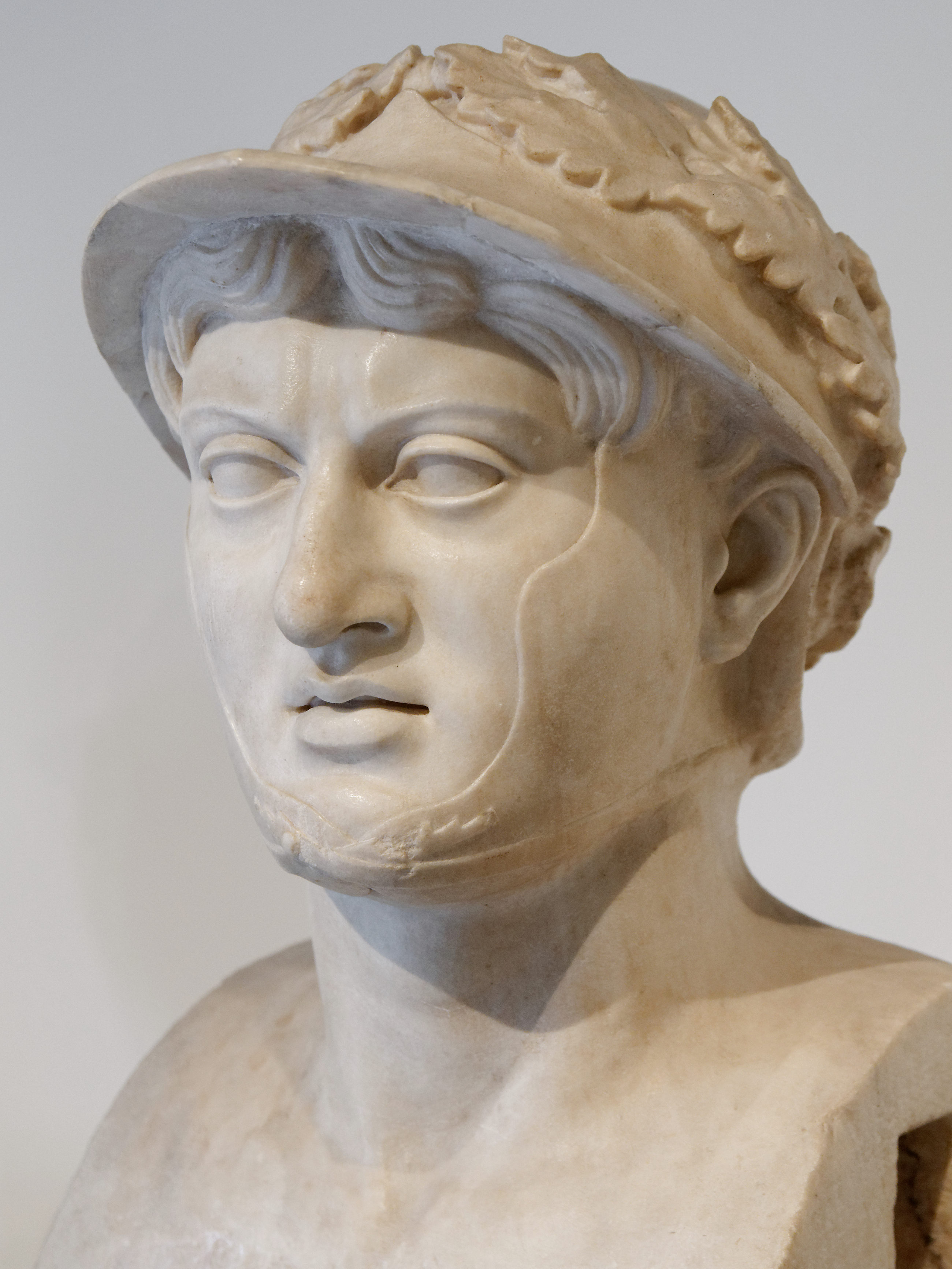
Pirro de Epiro legó su nombre a la experiencia de ganar una batalla con un alto costo por esa victoria

Una victoria pírrica es aquella que se consigue con muchas pérdidas en el bando aparentemente o tácticamente vencedor, de modo que incluso tal victoria puede terminar siendo desfavorable para dicho bando. Es, pues, una victoria que inflige daños o pérdidas tan devastadores al vencedor que equivale a una derrota, anulando así cualquier sensación de logro o perjudicando el progreso a largo plazo.
El nombre proviene de Pirro, rey de Epiro, quien logró una victoria sobre los romanos con el costo de miles de sus hombres. Se dice que Pirro, al contemplar el resultado de la batalla de Ásculo, dijo: «Con otra victoria como esta estoy perdido» (en griego: Ἂν ἔτι μίαν μάχην νικήσωμεν, ἀπολώλαμεν).
El término se utiliza a menudo como analogía en los negocios, la política o el deporte para describir luchas que acaban arruinando al vencedor.

## Etimología
La «victoria pírrica» debe su nombre al rey Pirro de Epiro, cuyo ejército sufrió bajas insustituibles al derrotar a los romanos en la batalla de Heraclea en 280 a. C. y en la batalla de Ásculo en 279 a. C., durante las Guerras pírricas. Tras esta última batalla, Plutarco relata en un reporte de Dionisio:

Ambos [ejércitos] se retiraron, y se cuenta haber dicho Pirro a uno que le daba el parabién: “Si vencemos a los Romanos en otra batalla como ésta, perecemos sin recurso”. Porque había perdido gran parte de la tropa que trajo y de los amigos y caudillos todos, a excepción de muy pocos, no siéndole posible reemplazarlos con otros, y a los aliados que allí tenía los notaba muy tibios, mientras que los Romanos completaban con facilidad y prontitud su ejército, como si en casa tuvieran una fuente perenne, y nunca con las derrotas perdían la confianza, sino que más bien la cólera les daba nuevo vigor y empeño para la guerra.
Plutarco, Vida de Pirro

En ambas victorias epirotas, los romanos sufrieron más bajas, pero contaban con una reserva de reemplazos mucho mayor, por lo que las bajas tuvieron menos impacto en el esfuerzo bélico romano que las pérdidas en la campaña del rey Pirro.
El reporte se cita a menudo también como:

Ne ego si iterum eodem modo vicero, sine ullo milite Epirum revertar.

Si vuelvo a lograr una victoria así, regresaré a Epiro sin ningún soldado.
Paulo Orosio

## En la cultura popular
El filme 187, de Kevin Reynolds, tiene entre sus motivos el sentido de esta locución. Literalmente la locución es dada a entender de este modo: «Así que ahora, cuando alguien dice que algo es una victoria pírrica, ellos quieren decir que es una victoria ganada a un costo demasiado grande».
La canción «Pírrica» del cantautor argentino Iván Giusti, fue escrita con base en este concepto.

## Ejemplos de victorias pírricas
- Batalla de Heraclea (280 a. C.) - Guerras Pírricas
- Batalla de Ásculo (279 a. C.) - Guerras Pírricas

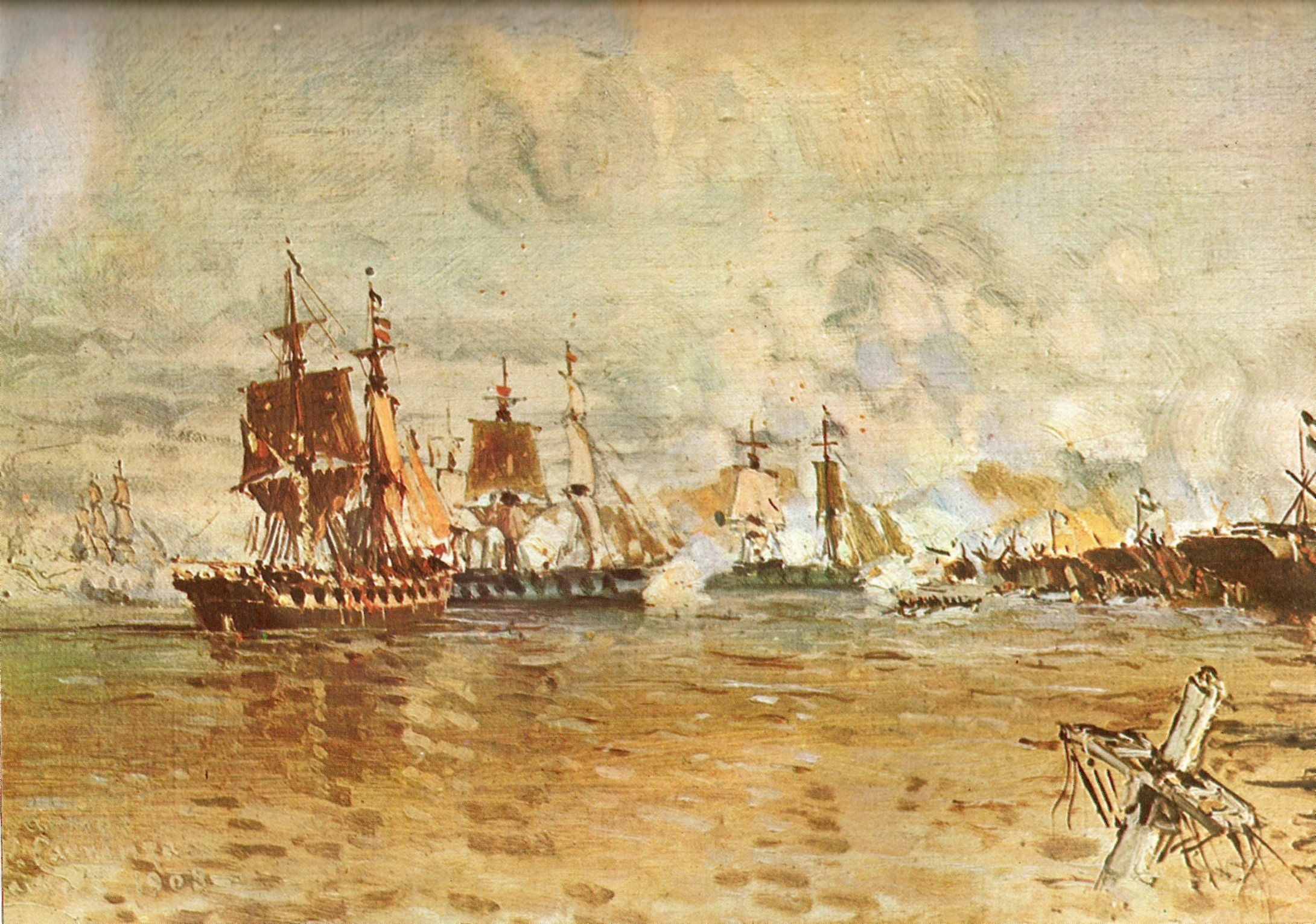
La batalla de la Vuelta de Obligado de 1845 fue tan onerosa para la armada anglo-francesa que es un ejemplo para ilustrar la victoria pírrica

- Batalla de los Campos Cataláunicos (451) - Invasión de los Hunos
- Batalla de Avarayr (451) - Parte de las guerras romano-sasánidas y de las guerras Armenia persa
- Batalla de Ashdown (871) - Conquista vikinga de Inglaterra
- Sitio de Castelnuovo (1539) - Guerras habsburgo-otomanas
- Sitio de Szigetvár (1566) - Guerras Habsburgo-otomanas
- Sitio de Ostende (1601-1604) - Guerra de los Ochenta Años
- El Diluvio - Guerra sueco-polaca (1655-1660)
- Batalla de Malplaquet (1709) - Guerra de sucesión española
- Batalla de Bunker Hill (1775) - Guerra de Independencia de los Estados Unidos
- Batalla de Guilford Court House (1781) - Guerra de Independencia de los Estados Unidos
- Batalla de Borodinó (1812) - Guerras napoleónicas
- Batalla de la Vuelta de Obligado (1845) - Bloqueo anglo-francés del Río de la Plata
- Batalla de Chancellorsville (1863) - Guerra civil estadounidense
- Batalla de Jutlandia (1916) - Primera Guerra Mundial
- Ofensiva Brusílov (1916) - Primera Guerra Mundial
- Guerra de Invierno (1939-1940), Segunda Guerra Mundial, Frente Oriental
- Batalla de Creta (1941) - Segunda Guerra Mundial, Frente Oriental
- Batalla de la Isla de Wake - Segunda Guerra Mundial, Guerra del Pacífico
- Primera batalla de El Alamein (1942) - Segunda Guerra Mundial, Campaña del Desierto Occidental
- Batalla de las Islas Santa Cruz (1942) - Segunda Guerra Mundial, Guerra del Pacífico
- Operación Bodenplatte (1945) - Segunda Guerra Mundial, Batalla de las Ardenas
- Batalla del embalse de Chosin (1950) - Guerra de Corea
- Batalla del río Imjin (1951) - Guerra de Corea
- Batalla de las Marismas (1984) - Guerra entre Irán e Irak
- Batalla de Vukovar (1991) - Guerra croata de Independencia
- Batalla de Grozni (1994–1995) - Primera guerra chechena